# Rodina Novákova

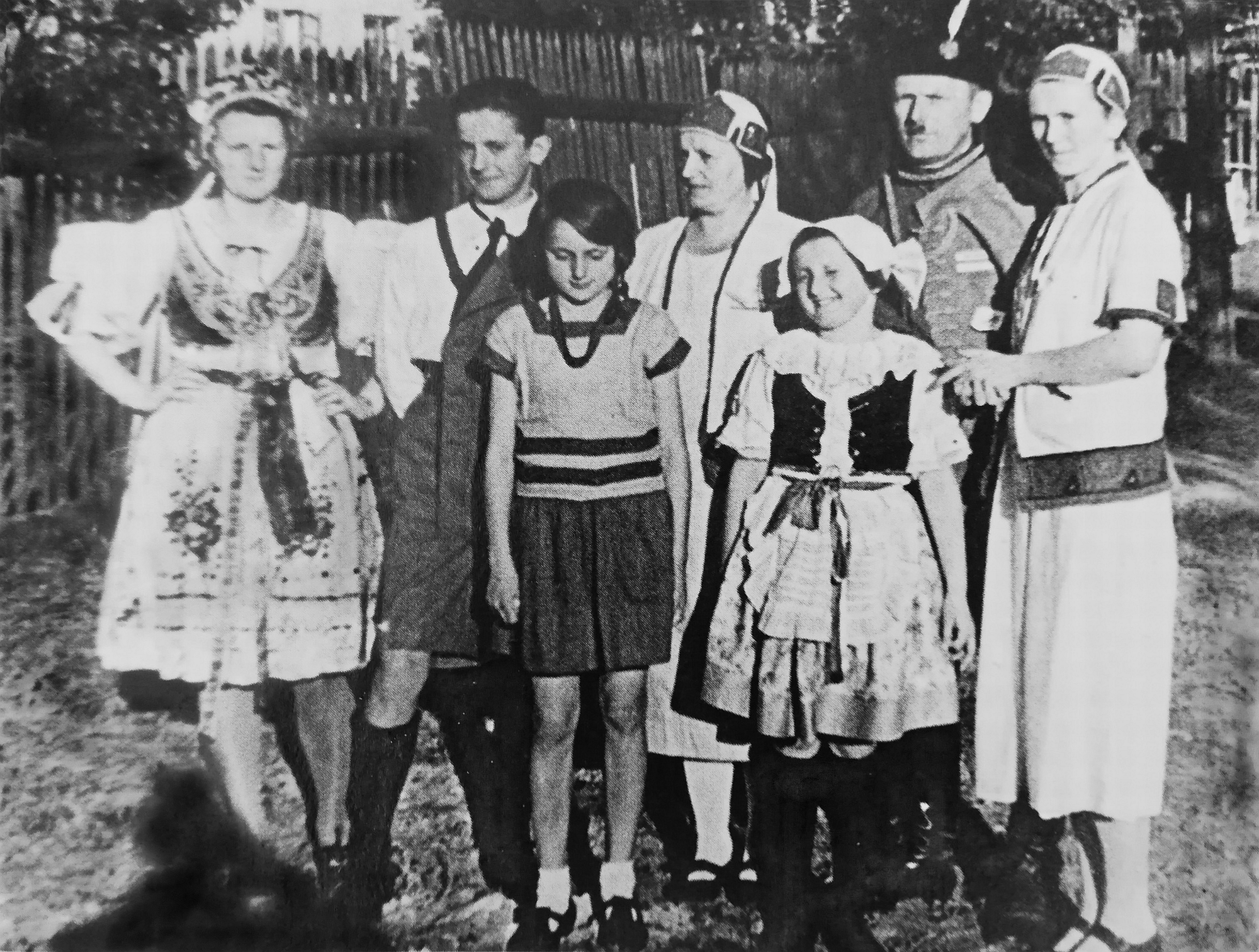
Fotografie rodiny Novákovy na slavnosti v Podmoklech. Zleva doprava: Anna (* 1919), Václav (* 1921), Miroslava (* 1925), Marie (* 1897), nejmladší Jindřiška (* 1928), Václav (* 1893) v sokolském a úplně vpravo nejstarší Marie (později provdaná Voglová)

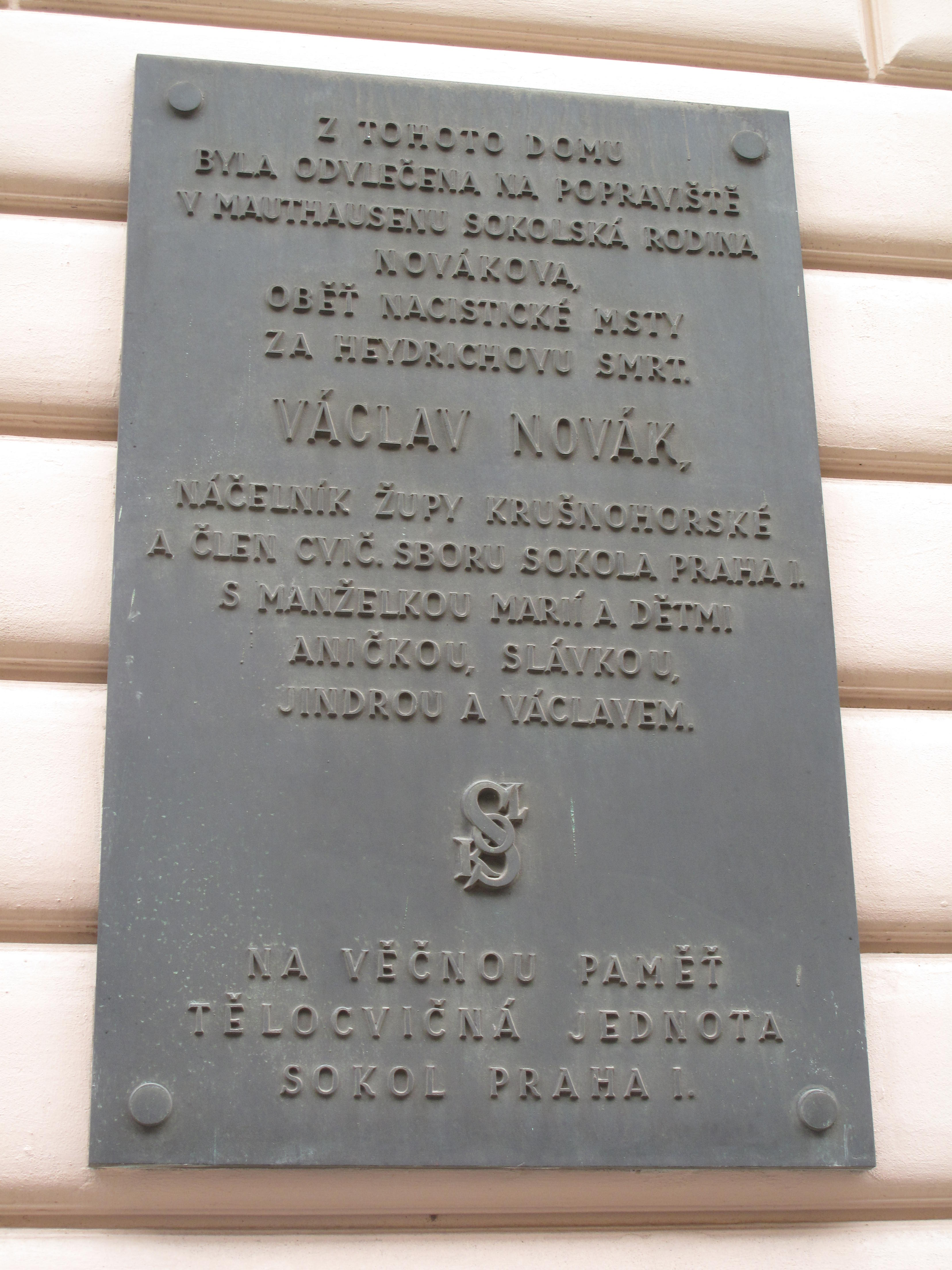
Pamětní deska věnovaná rodině Novákových (na adrese: Novákových 375/5; Praha 8 – Libeň)

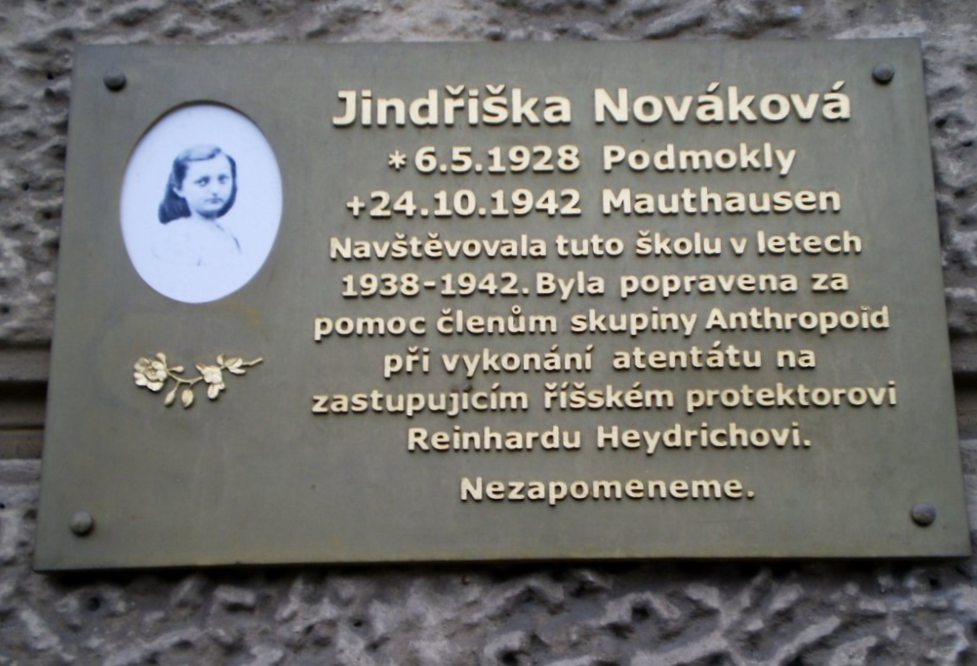
Pamětní deska věnovaná Jindřišce Novákové (na ZŠ Bohumila Hrabala; Zenklova 26/52, Praha 8 Libeň)

Rodina Novákova byla česká rodina, která byla za 2. světové války popravena za ukrývání Jana Kubiše, jednoho z atentátníků na Reinharda Heydricha. Nacisté zabili také nejmladší dceru Novákových, Jindřišku, která po útoku odklidila Kubišovo zakrvácené kolo.

## Popravení členové rodiny
- Václav Novák, otec (* 18. ledna 1893, Nebužely),[4] oddán 3. září 1918 v Podmoklech s Marií Soukupovou[5]
- Marie Nováková, rozená Soukupová matka (* 2. února 1897, Podmokly)
- Miroslava (Slávka) Nováková, dcera
- Anna Nováková, dcera (* 23. května 1919, Podmokly)
- Václav Novák, syn
- Jindřiška Nováková, dcera (* 6. května 1928, Praha)

Nejstarší dcera Marie, která byla provdána za Němce, popravě unikla.

## Václav Novák a odboj
Václav Novák starší se narodil v Nebuželích, v rodině truhlářského mistra Josefa Nováka a jeho manželky Marie, rozené Parmové. Sám se též vyučil truhlářem. V roce 1918, kdy se v Podmoklech oženil s Marií Soukupovou, žil v Salcburku. Po vzniku Československa se rodina přestěhovala do Podmokel. Stal se členem revolučního Národního výboru v Podmoklech a náčelníkem Sokola. Po 30. září 1938, tj. po Mnichovské dohodě, připadly Podmokly Německu a česká rodina Václava Nováka musela město opustit. Usídlila se v Praze-Libni v ulici Stránského č. 351/3.
Jako člen a funkcionář Sokola si budoval kontakty s dalšími členy sokolského odboje, zejména s Janem Zelenkou–Hajským a Jaroslavem Piskáčkem (1897–1942). V lednu 1942 se od Jana Zelenky-Hajského dozvěděl, že se Kubiš a Gabčík ukrývají u dalšího odbojáře, Václava Růty. Již v tomtéž měsíci zajišťoval, spolu s dalšími odbojáři–Sokoly ukrytí operačního materiálu, který parašutisté provizorně ukryli po dopadu u Nehvizd. Organizoval další finanční a potravinovou (potravinové lístky) pomoc, do které zapojil Sokoly z Mělnicka, které znal z dřívější činnosti.
Do bytu Novákových zamířil Kubiš bezprostředně po atentátu (noc z 27. na 28. května, kdy v Praze proběhla rozsáhlá razie s cílem atentátníky vypátrat, strávil v bytě Jaroslava Piskáčka). Dne 9. července 1942 byl Václav Novák i s rodinou zatčen, všichni byli po odsouzení stanným soudem popraveni, spolu s dalšími odbojáři, 24. října 1942 v Mauthausenu.

## Atentát na Heydricha
Dne 27. května 1942 provedli parašutisté Jozef Gabčík a Jan Kubiš atentát na zastupujícího říšského protektora Reinharda Heydricha. Při akci byl Jan Kubiš poraněn.

### Kubišův útěk
Kubiš si střelbou do vzduchu proklestil cestu vyděšeným davem přihlížejících zvědavců (převážně cestujících z tramvaje). Někteří z nich se ho pokusili chytit. Nasedl na kolo, a ač sám zraněn, ujel na záchytné místo ve Staré Libni.
Kubiš, poraněn na obličeji a ruce, na kole směřoval po Kirchmayerově třídě kolem Bulovky až do Staré Libně. Své zakrvácené kolo odložil u Baťova obchodu ve Slavotově ulici a vydal se do bytu rodiny Novákových. Pro odložené kolo poslal Václav Novák svou čtrnáctiletou dceru Jindřišku, která bicykl odvedla na dvůr domu, kde Novákovi bydleli.
Téhož dne vyhlásil státní tajemník Karl Hermann Frank nad Protektorátem Čechy a Morava výjimečný stav a bylo a nařídil, aby ten, kdo měl s atentátem něco společného či ukrýval atentátníky nebo jim poskytuje pomoc, byl zastřelen i s rodinou.

### Čin Jindřišky Novákové
Jan Kubiš opustil místo atentátu na jízdním kole, směrem k bydlišti Novákových v ulici Stránského 351/3 (dnes ulice Novákových, dům byl zbořen). Kolo zanechal na rohu Slavatovy a Primátorské ulice, před prodejnou Baťa, a k Novákovým došel zbytek cesty pěšky. Matka Marie Nováková poslala pro kolo čtrnáctiletou dceru Jindřišku, která ho dovedla na dvůr domu, ve kterém Novákovi bydleli. Po Jindřiščině návratu opustil Jan Kubiš, zraněný na oku, byt, aby vyhledal další pomoc. Kolo ze dvora odvezl syn odbojáře Jaroslava Piskáčka a vrátil ho Jaroslavu Smržovi, který kolo parašutistům půjčil.
Dne 3. června 1942 soustředilo gestapo 260 dívek, které žily do 15 minut chůze od místa, kde Kubiš zanechal kolo. Jindřiška Nováková byla mezi nimi, svědkyně ji ale nepoznaly. Celá rodina byla zatčena až 9. července, poté, co se pátrání gestapa soustředilo na rodiny, které opustily po Mnichovské dohodě pohraniční území.
Jindřiška Nováková byla popravena spolu se svými rodiči, sourozenci a dalšími odbojáři.

Rodinní příslušníci
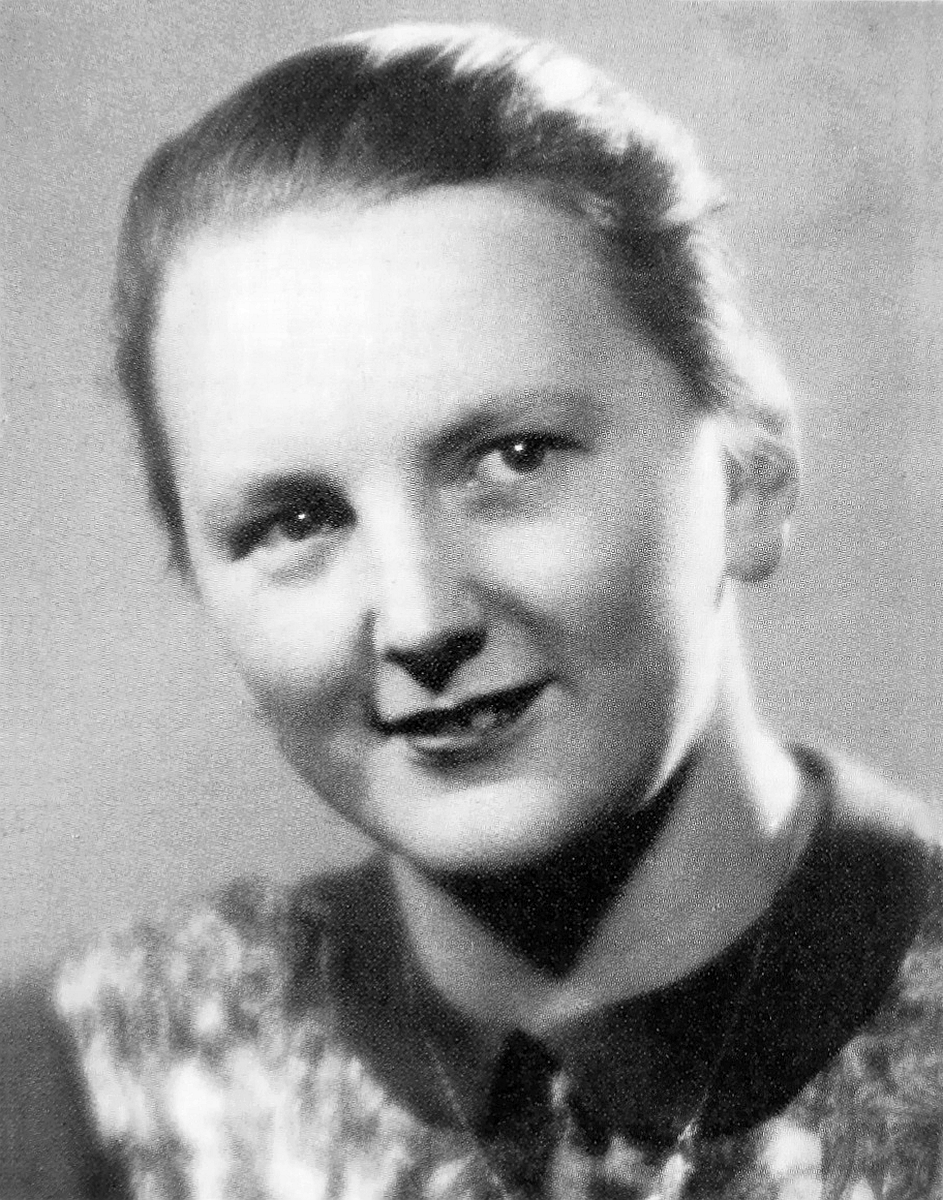
Anna Nováková
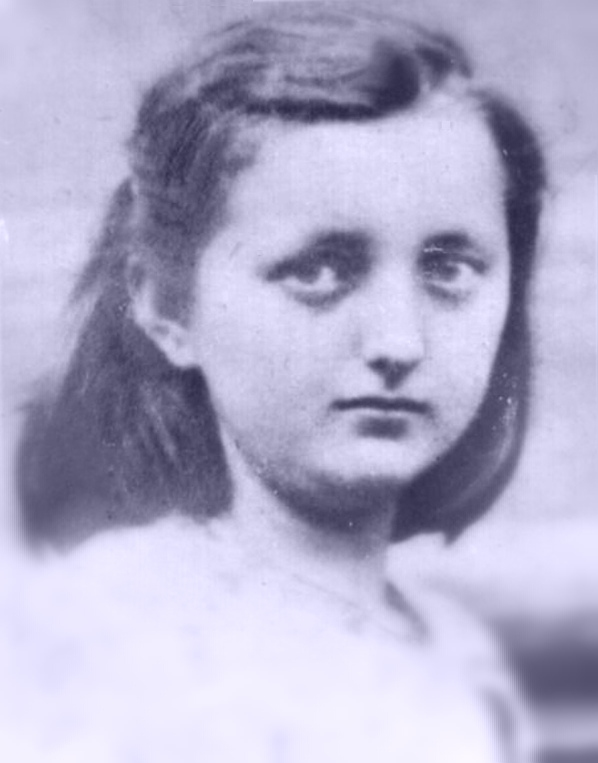
Jindřiška Nováková

## Pamětní deska a ulice
Na domě č. 351/3, kde Novákovi žili, byla po válce odhalena pamětní deska věnovaná této rodině. Dům však musel ustoupit výstavbě metra a deska tak musela být přesunuta na vedlejší dům č. 375/5. Ulice s tímto domem se nachází v blízkosti Palmovky a na počest popravené rodiny nese název Novákových.
Jména členů rodiny Novákovy jsou uvedena na pomníku spolupracovníků parašutistů a jejich rodinných příslušníků, kteří byli popraveni v německém koncentračním táboře Mauthausenu. V lednu 2011 byl slavnostně odhalen na terase kostela sv. Cyrila a Metoděje v Resslově ulici.